# .biz
.biz ist eine generische Top-Level-Domain (gTLD), die am 26. Juni 2001 eingeführt wurde. Sie ist primär für die Registrierung durch Unternehmen vorgesehen. Das Kürzel biz entspricht phonetisch der ersten Silbe des englischen Wortes business. Die Verwaltung der Domain erfolgt durch das US-amerikanische Unternehmen NeuStar. Der Vertrag zwischen dem Betreiber und der ICANN ist zum 31. Dezember 2012 ausgelaufen und wurde aufgrund nicht abgeschlossener Verhandlungen über ein neues Abkommen kurzfristig um sechs Monate verlängert.

## Einführung
Diese Top-Level-Domain wurde aufgrund der Tatsache eingeführt, dass kaum noch eine leicht zu merkende und kurze .com-Domain registriert werden kann. Die ICANN hat .biz im Jahr 2001 als eine der ersten Top-Level-Domains im Rahmen des Programms für neue generische TLDs eingeführt. Die gTLD .biz wird durch das Unternehmen Neulevel verwaltet, das sich zu 90 Prozent in Besitz von Neustar befindet.
Ungeachtet des öffentlichen Interesses zählt .biz im Vergleich zu den weniger bedeutenden Top-Level-Domains. Sie wurde beispielsweise bereits im April 2006 durch die ccTLD .eu überholt.

## Eigenschaften
Eine .biz-Domain darf zwischen zwei und 63 Zeichen lang sein. Seit Oktober 2004 ist auch die Verwendung von internationalisierten Domainnamen möglich.
Bis September 2009 waren Domains mit weniger als drei Stellen ausgeschlossen. Nach Lockerung der Kriterien hat NeuStar besonders wertvolle Adressen mit nur einem Zeichen auf der Handelsplattform Sedo meistbietend versteigert. Die restlichen Adressen wurden wie üblich ausgeschrieben.